# Liste der Monuments historiques in Saint-Guyomard
Die Liste der Monuments historiques in Saint-Guyomard führt die Monuments historiques in der französischen Gemeinde Saint-Guyomard auf.

## Liste der Bauwerke
| Bezeichnung     | Beschreibung | Standort | Kennzeichnung | Schutzstatus | Datum | Bild |
| --------------- | ------------ | -------- | ------------- | ------------ | ----- | ---- |
| Schloss Brignac |              | (Lage)   | PA00091682    | Classé       | 1975  |      |

## Liste der Objekte
- Monuments historiques (Objekte) in Saint-Guyomard in der Base Palissy des französischen Kultusministeriums